# Satoru Kashiwase
Satoru Kashiwase (født 1. juni 1993) er en japansk fodboldspiller.
Han har spillet for flere forskellige klubber i sin karriere, herunder Shimizu S-Pulse.